# محمدشاهی
محمدشاهی، روستایی از توابع بخش چغادک شهرستان بوشهر در استان بوشهر ایران است.

## جمعیت
این روستا در دهستان چاه‌کوتاه قرار داشته و بر اساس سرشماری سال ۱۳۸۵ جمعیت آن ۶۸ نفر (۱۶ خانوار) بوده‌است.